# ジョルダン・フェッリ
ジョルダン・フェッリ（フランス語: Jordan Ferri, 1992年3月12日 - ）は、フランス・ ヴォクリューズ県カヴァイヨン出身のサッカー選手。モンペリエHSC所属。ポジションはミッドフィールダー。

## 経歴
2012年にプロ契約を結んだ下部組織出身のダイナモ。ピッチを広範囲にわたって動き回り、前線や最終ラインを助ける。セルジ・ダルデルの成長でポジション争いが激化する。

## 所属クラブ
- オリンピック・リヨン 2012-2019
  -  ニーム・オリンピック 2018-2019 (loan)
- モンペリエHSC 2019-

## 個人成績
| シーズン | クラブ               | リーグ | リーグ | 国内大会 | 国内大会 | 国際大会 | 国際大会 |
| シーズン | クラブ               | 出場   | 得点   | 出場     | 得点     | 出場     | 得点     |
| -------- | -------------------- | ------ | ------ | -------- | -------- | -------- | -------- |
| 2012-13  | オリンピック・リヨン | 7      | 0      | 0        | 0        | 3        | 0        |
| 2013-14  | オリンピック・リヨン | 29     | 3      | 2        | 0        | 10       | 1        |
| 2014-15  | オリンピック・リヨン | 35     | 1      | 3        | 0        | 4        | 1        |
| 2015-16  | オリンピック・リヨン | 34     | 2      | 5        | 0        | 5        | 1        |